# Ludwik XI
Ludwik XI (ur. 3 lipca 1423 w Bourges, zm. 30 sierpnia 1483 na zamku Plessis-lès-Tours) – król Francji od 1461, syn Karola VII z dynastii Walezjuszów i Marii Andegaweńskiej, gonfaloniere papieski.

## Delfin Francji
24 czerwca 1436 poślubił Małgorzatę Szkocką, córkę króla Jakuba I i Joanny Beaufort. Małgorzata jednak zmarła nie dając mu potomków (1445). 14 lutego 1451 Ludwik ożenił się po raz drugi, z zaledwie ośmioletnią Karoliną Sabaudzką, córką Ludwika I, księcia Sabaudii i Piemontu. Karolina urodziła mu ośmioro dzieci, z których wiek niemowlęcy przeżyli:
- Anna de Beaujeu (1461–1522), regentka Francji
- Joanna de Valois (1464–1505), żona Ludwika XII
- Karol VIII (1470–1498), król Francji

W 1440 Ludwik nadal jako delfin poparł bunt możnowładców przeciw ojcu (tzw. prageria). W latach 1447–1456 sprawował bezpośrednią władzę nad Delfinatem. Sukcesy administracyjne oraz zawiść jego ojca Karola VII doprowadziły do odebrania mu zarządu tej prowincji. W 1456 roku delfin Ludwik zbiegł do Burgundii, gdzie przebywał do roku 1461, tj. do śmierci ojca, pod opieką swego wuja, Filipa III Dobrego.

## Król Francji
Po śmierci ojca powrócił do Francji i objął tron jako Ludwik XI. Swe panowanie rozpoczął od ambitnych planów reorganizacji administracji i finansów państwa, m.in. zorganizował po raz pierwszy w państwie stałą pocztę. Udało mu się także zdobyć na Aragonii hrabstwa Roussillon i Cerdagne oraz odkupić od Burgundii Pikardię (przekazaną jej traktatem z Arras w 1435 roku).
Metody jego rządów, oraz ograniczanie przywilejów feudalnych spowodowały powstanie tzw. Ligi Dobra Publicznego (1465), skupiającej niezadowolonych książąt krwi oraz możnowładców. Powstanie Ligi doprowadziło do bitwy pod Montlhéry (16 lipca 1465) oraz oblężenia Paryża (sierpień-październik 1465), w rezultacie czego Ludwik XI musiał pójść na szereg ustępstw. Między innymi w charakterze apanażu jego młodszy brat Karol, książę Berry otrzymał Normandię, książę Bretanii Franciszek II rozluźnił więzy lenne z Francją, a Karol Śmiały odzyskał dla Burgundii Pikardię. W ciągu trzech lat, działając przezornie i wygrywając spory między swymi wrogami, król odzyskał Normandię, przekazując bratu w charakterze rekompensaty Gujennę. Bretanię udało się dopiero ostatecznie podporządkować w wyniku dwóch kolejnych małżeństw dziedziczki Franciszka II, Anny Bretońskiej z Karolem VIII i Ludwikiem XII.
Lata 1465–1477 to narastający konflikt między Francją a Burgundią mający swoje korzenie jeszcze w latach wojny stuletniej i okresie wojny domowej między stronnictwami armaniaków i burgundczyków. Karol Śmiały, który po śmierci ojca, Filipa Dobrego, dążył do skonsolidowania dwóch części swojego władztwa (księstwa i hrabstwa Burgundii z prowincjami niderlandzkimi) poprzez opanowanie Lotaryngii i Alzacji stawał się dla Ludwika XI coraz większym zagrożeniem. Ludwikowi XI udało się w tajemnicy zmontować antyburgundzkie przymierze pomiędzy kantonami szwajcarskimi, miastami alzackimi skupionymi w L'Union Basse, księciem Lotaryngii oraz cesarzem Fryderykiem III. Zakup Alzacji od Habsburgów oraz podporządkowanie Lotaryngii rządzonej przez księcia René II zostały udaremnione.

## Desant angielski w Calais
W międzyczasie Francja musiała stawić czoła niebezpieczeństwu odnowienia wojny stuletniej. W 1475 roku w Calais wylądowały wojska króla Anglii, Edwarda IV z zamiarem odzyskania ziem zdobytych przez Henryka V. Ludwikowi XI udało się zawrzeć bez stoczenia jednej bitwy pokój w Picquigny, który za cenę corocznie wypłacanej daniny zabezpieczał Francję przed dalszą agresją.
Zabezpieczywszy się przed niebezpieczeństwem inwazji, Ludwik XI skupił się na zniszczeniu swojego burgundzkiego przeciwnika. Atak Karola Zuchwałego (Śmiałego) na Szwajcarię i bitwy pod Grandson (2 marca 1476) oraz Morat (22 czerwca 1476) doprowadziły do załamania potęgi militarnej Burgundii. 5 stycznia 1477 Karol zginął w bitwie pod Nancy. Śmierć ta doprowadziła do rozpadu państwa burgundzkiego.

## Nabytki terytorialne
W następnych latach panowania Ludwika XI Francja przeżywała szybki, niczym nie zakłócony, rozwój gospodarczy. Powiększyło się też terytorium królestwa. Wpierw w 1480, po śmierci tytularnego króla Neapolu – René I Andegaweńskiego, o Andegawenię i Prowansję, później poprzez zbrojną aneksję, o księstwo Burgundii oraz Flandrię, zaś w 1482 po śmierci sukcesorki Karola Zuchwałego, Marii Burgundzkiej, o hrabstwo Burgundii. Reszta władztwa burgundzkiego, czyli tereny odpowiadające mniej więcej dzisiejszej Holandii, Belgii oraz Luksemburgowi, przypadły wtedy Habsburgom, a następnie jej hiszpańskiej linii. W ten sposób samodzielne państwo burgundzkie przestało istnieć.
Ludwik XI zmarł w 1483 pozostawiając Francję jako mocarstwo europejskie. Został pochowany na własne życzenie w katedrze w Cléry, a nie jak inni monarchowie francuscy w bazylice Saint-Denis). Jego następcą został jego trzynastoletni syn – Karol VIII (1483–1498), w którego imieniu początkowo władzę sprawowała jako regentka Anna de Beaujeu, jego najstarsza siostra wraz z mężem Piotrem de Beaujeu, późniejszym księciem de Bourbon.